# Copernicano

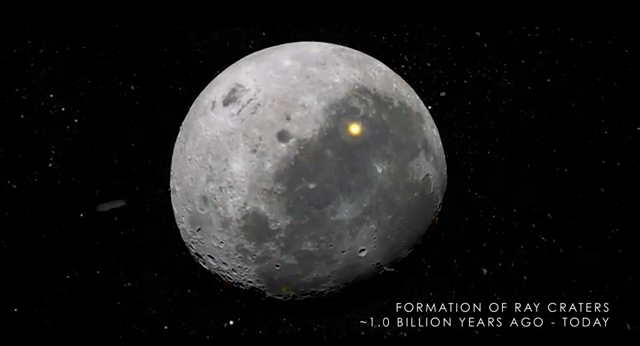
La Luna durante il Copernicano

Il periodo copernicano, nella scala dei tempi geologici lunari, è un'era geologica che va da circa 1100 milioni di anni fa ad oggi. È a questo periodo che risale la formazione dei crateri più recenti presenti sulla superficie lunare, come ad esempio il cratere Copernicus, la cui data di formazione determina l'inizio del periodo stesso.
Le formazioni geologiche chiare che irradiano dai crateri lunari originatisi nel Copernicano sono composte da materiale liberato al momento dell'impatto, e contraddistinguono i crateri recenti da quelli più antichi, dove la loro presenza diventa sempre meno evidente a causa dei continui impatti micrometeorici sulla superficie. La divisione fra i crateri del periodo Copernicano e quelli antecedenti è dunque, in verità, abbastanza imprecisa ed arbitraria.